# 祖堅方範
祖堅 方範（そけん ほうはん、1891年5月25日 - 1982年11月30日）は、戦前から戦後にかけて活躍した沖縄の空手家。少林流松村正統の開祖。

## 経歴
祖堅方範は1891年（明治24年）、沖縄県西原村我謝（現・西原町字我謝）に生まれた。母カミーは首里手の大家・松村宗棍の孫娘に当たり、祖堅方範は12歳頃より母の兄で伯父であるナビータンメー（翁）に唐手（現・空手）を師事した。松村宗棍の長男、自由党タンメー（通称）はもっぱら政治活動を行い、唐手はしていなかったので、ナビータンメーは宗棍から唐手を習ったとされる。祖堅は1918年（大正7年）までナビータンメーに師事した。その後、祖堅は西原の伊保の浜に住む米須ウシータンメーより、琉球古武術を学んだ。
1924年（大正13年）、祖堅は那覇の大正劇場で行われた唐手大演武会に、本部朝勇、喜屋武朝徳らと共に出演した。この大会は沖縄全島から総勢40名を超える唐手家が集まり、出演した大規模なものであった。同年、祖堅はアルゼンチンのブエノスアイレスへ移住した。最初は写真家の仕事をし、後にはクリーニング店を営んだ。1952年（昭和27年）、沖縄に帰郷した。
1956年（昭和31年）頃、祖堅は自らの流派を少林流松村正統空手道と命名した。1959年（昭和34年）沖縄空手道連盟理事に就任、1961年（昭和36年）6月、上原清吉（本部御殿手）、島袋龍夫（一心流）、島袋善良（少林流聖武館）、仲井間憲孝（劉衛流）、比嘉清徳（武芸館）らと、沖縄古武道協会（後、全沖縄空手古武道連合会）を結成した。同年11月、第一回沖縄古武道発表大会（於・那覇劇場）に出演、鎌の演武を披露した。
1982年（昭和57年）11月30日、死去した。享年91。